# Egyiptomi tüskésegér
Az egyiptomi tüskésegér vagy közönséges tüskésegér (Acomys cahirinus) az emlősök (Mammalia) osztályának a rágcsálók (Rodentia) rendjébe, ezen belül az egérfélék (Muridae) családjába tartozó faj. Az állat az Acomys nem típusfaja.
Az egyes fajok földrajzilag eltérő területeken élnek, így az előfordulási hely ismerete alapján már nagy biztonsággal következtethetünk az állat fajára is. Mivel a tartása egyszerű, az egész világon elterjedt, mint házikedvenc.

## Előfordulása, élőhelye
Az egyiptomi tüskésegér megtalálható egész Afrikában, a Szahara nyugati részétől kezdve, egészen Egyiptom keleti részéig. Ázsiában és Európa egyes szigetein, a hegyekben 1500 méteres magasságig. Száraz, köves térségekben, ritkás növényzetű helyeken él, de gyakran az ember mellé költözik. Sziklák, kanyonok, köves síkságok lakója. Homokos területeken ritka, de a datolyapálmák mellett előfordulhat.

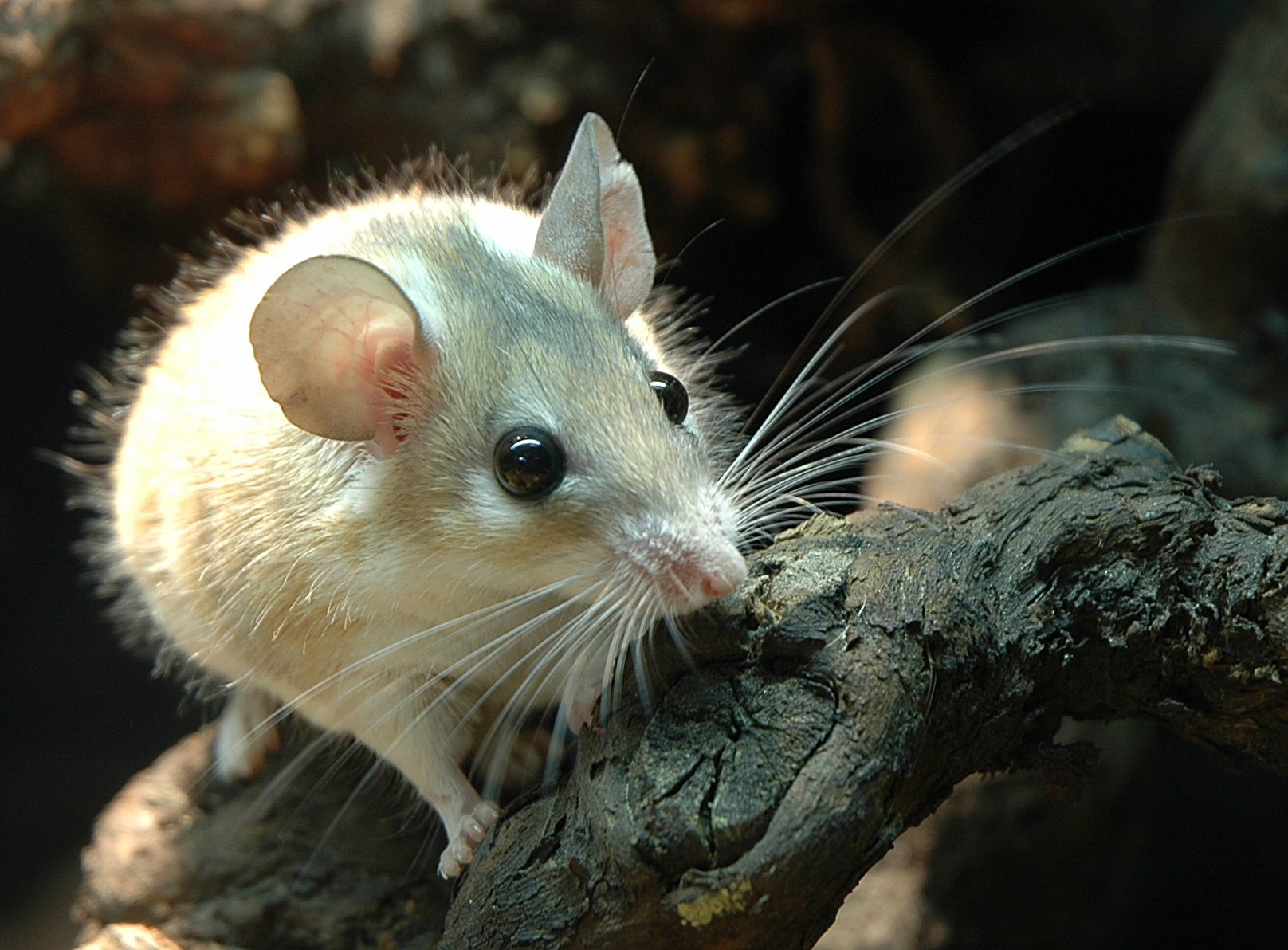

## Alfajai
- Acomys cahirinus cahirinus
- Acomys cahirinus dimidiatus
- Acomys cahirinus helmyi
- Acomys cahirinus hunteri

## Megjelenése
Az egyiptomi tüskésegérnek nincsenek tüskéi, nevét tüskéhez hasonlatos szőrzetéről kapta. Jellemző a hátán levő tüskeszerű, felmereszthető sörte, amelytől külseje félreismerhetetlen. Hosszú farka csupasz. Bundája világos homokszínű vagy barnás, bajuszszálai hosszúak. Hasa, lába és fültöve fehér, és szeme körül is egy keskeny fehér csík fut. Egyiptomban ismertek melanisztikus példányai is az ember közelében élő populációkban. Nagy fekete gombszemei és óriási hegyes fülei vannak. Feje karcsú és hegyes. Nemének többi tagjához hasonlóan jóval nagyobb a házi egérnél. Az állat testhossza 9,4-12,8 centiméter, farokhossza 9-12 centiméter és testtömege 40-85 gramm. Testfelépítése meglehetősen erőteljes, hátsó lába viszonylag rövid. Több nagyon hasonló faj és alfaj ismert, ezeket csak az örökítő anyag alapos vizsgálata után lehet elkülöníteni.

## Életmódja

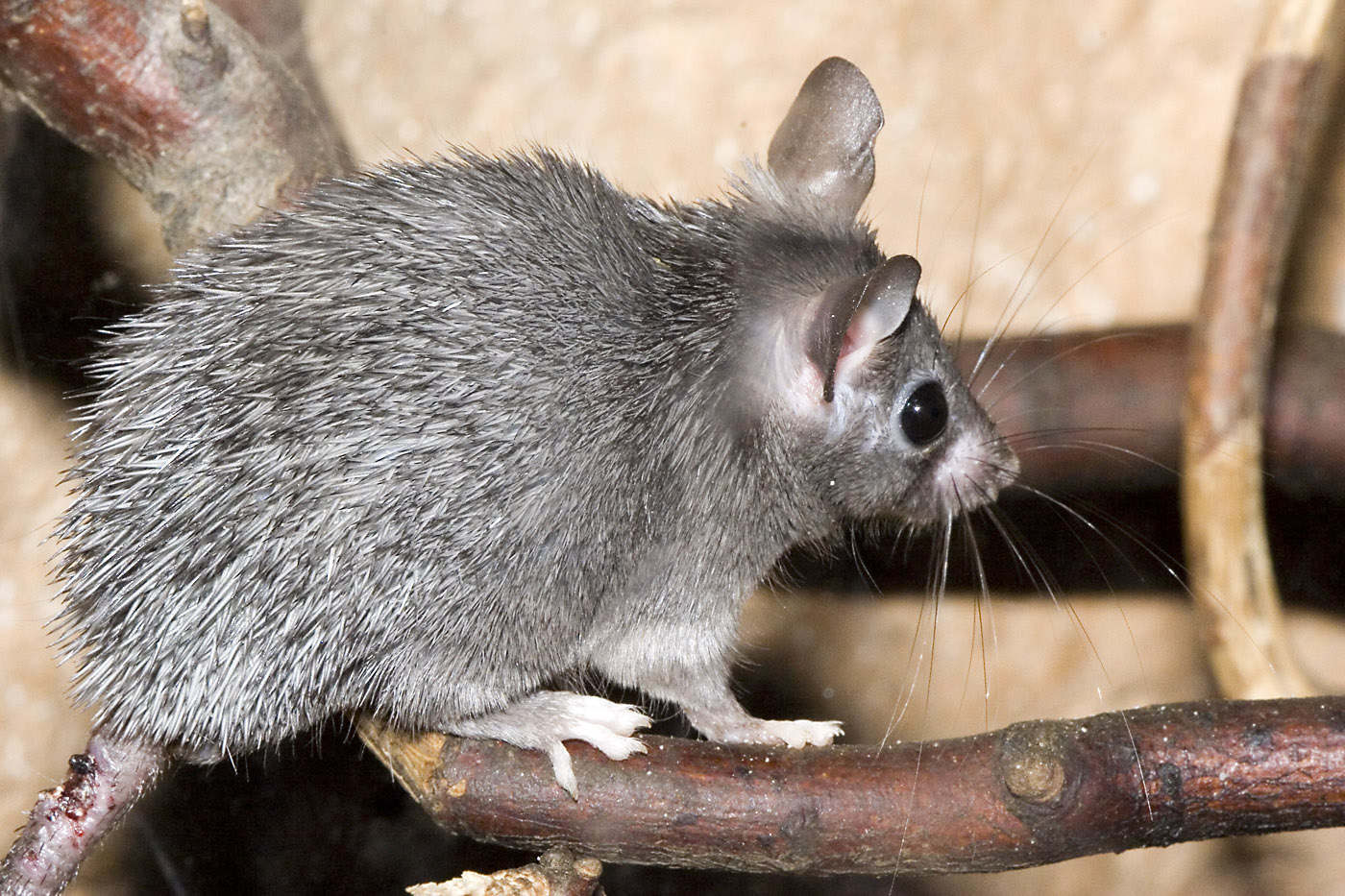

Az egyiptomi tüskésegérnek a mészkőhegyek köves, száraz tájai vagy a mediterráneum keleti felének törpe bozótjai alkotják a lakóhelyét. Az állatnak, ha valamennyire is nedvdús tápláléka van, teljesen függetleníti magát a víztől, és rendkívül száraz területen is megél, ha ott elegendő táplálékot talál. Mindent eszik, főként leveleket, magokat és terméseket, de nem veti meg a gerincteleneket sem. Az  Ochradenus baccatus gyümölcse finom, viszont magjai mérgezőek. Az egerek megeszik a gyümölcsöt, de a magokat kiköpik, így terjesztik ezt a növényt.
Ha az ember mellett élnek, akkor előszeretettel dézsmálják annak készleteit. Gyakran húzódnak be a házakba, különösen télen.
Az esti szürkületben és éjszaka a tüskésegerek elképesztő gyorsasággal és ügyes fordulatokkal surrannak ide-oda. Kiválóan másznak. Mint az egérfajták általában, ők is nagyon magasra tudnak felugrani, néha 100–120 cm magasságra is. Napközben sziklarepedésekben és üregekben húzzák meg magukat, így a nagy hőség óráit elkerülik. Vackukat természetes sziklarepedésekben vagy földi lyukakban építik, de ez a rejtekhely is inkább afféle tanyának, mint fészeknek tűnik. A földbe nem túrnak járatokat. Társasan élnek, a szabadban valószínűleg nagycsaládokban, ahogy ez a terráriumban tartott példányoknál is ismert. Az ilyen nagycsalád szerkezete a rangidős nőstényre épül, ő biztosítja annak belső felépítését. A hímeknek is meghatározott helye van a rangsorban, ez megmutatkozik egymás közötti harcaikban is. A csoport akkor tart jól össze, ha ez a rendszer már felépült. Az állatok együtt alusznak, gondozzák egymás bundáját, a nőstények segítenek nevelni a többiek kölykeit, ha maguknak éppen nincsenek fiókáik. Ez aztán rendszeres „bábáskodás”-hoz vezethet, a kölyköket nemegyszer közösen szoptatják. Ha az öreg példányoknak át kell költözniük, válogatás nélkül cipelik a kölyköket az újabb közös tanyahelyre. A félsivatagok és száraz területek kemény viszonyai mellett a túlélés szempontjából nagyon előnyös az effajta szociális magatartás. Kifejlődését a csoport tagjai közötti szoros rokoni kapcsolat segítheti elő. Az egyiptomi tüskésegér nem válogatós, száraz magokat, rovarokat, csigákat (kirágott üres csigaházakat gyakran találni tüskésegerek vackaikban) és az alacsony növények rügyeit egyaránt fogyasztja. Táplálkozáshoz meghatározott, védett helyre húzódik vissza, és ott halmozza fel a maradékokat is. Európa legigénytelenebb állatai közé tartozik.

## Szaporodása
A fiatalok körülbelül 3 hónapos korukban ivarérettek, a párzási időszak rendszerint február végén kezdődik. A nőstény 38-39 napig vemhes. Egy-egy alkalommal 3-4 kölyköt vet, és sokkal fejlettebbek, mint más egérfélék fiókái. A kölykök szőrösen és nyitott szemmel születnek, és azonnal elindulnak felfedezni környezetüket. Az anyák a szülést követően azonnal képesek újra vemhesülni, és egy évben négy-öt almot felnevelni. Az egyedek akár 3 évig is elélhetnek, de a természetben ritkán érik meg ezt a kort.

## Állománya
A tüskésegereket szívesen gondozzák terráriumban, ahol nagyon könnyen tarthatók. Elterjedtsége és alkalmazkodóképessége miatt, valamint azért, mert egyes területeken gyakori, állománya stabil, és nem veszélyeztetett.

## Fordítás
- Ez a szócikk részben vagy egészben  a(z)   Ägyptische Stachelmaus című német Wikipédia-szócikk ezen változatának fordításán alapul.  Az eredeti cikk szerkesztőit annak laptörténete sorolja fel. Ez a jelzés csupán a megfogalmazás eredetét és a szerzői jogokat jelzi, nem szolgál a cikkben szereplő információk forrásmegjelöléseként.
- Ez a szócikk részben vagy egészben  a   Cairo spiny mouse című angol Wikipédia-szócikk ezen változatának fordításán alapul.  Az eredeti cikk szerkesztőit annak laptörténete sorolja fel. Ez a jelzés csupán a megfogalmazás eredetét és a szerzői jogokat jelzi, nem szolgál a cikkben szereplő információk forrásmegjelöléseként.